# 洛阳路街道
洛阳路街道是中国山东省青岛市市北区下辖的一个街道。

## 行政区划
洛阳路街道下辖商城路社区、商丘路社区、项城路社区、海琴社区、康居社区、周口路社区、郑州路社区。